# Prîozerne, Lenine
Prîozerne (în ucraineană Приозерне) este o comună în raionul Lenine, Republica Autonomă Crimeea, Ucraina, formată numai din satul de reședință.

## Demografie
Componența lingvistică a comunei Prîozerne
     Rusă (71,82%)
     Tătară crimeeană (17,18%)
     Ucraineană (8,71%)
     Alte limbi (0,87%)
Conform recensământului din 2001, majoritatea populației comunei Prîozerne era vorbitoare de rusă (71,82%), existând în minoritate și vorbitori de tătară crimeeană (17,18%) și ucraineană (8,71%).